# BMW M1
BMW M1 (заводський індекс E26) — спорткар, який випускався компанією BMW в період з 1978 по 1981 роки. Усього було випущено 456 екземплярів.

## Опис

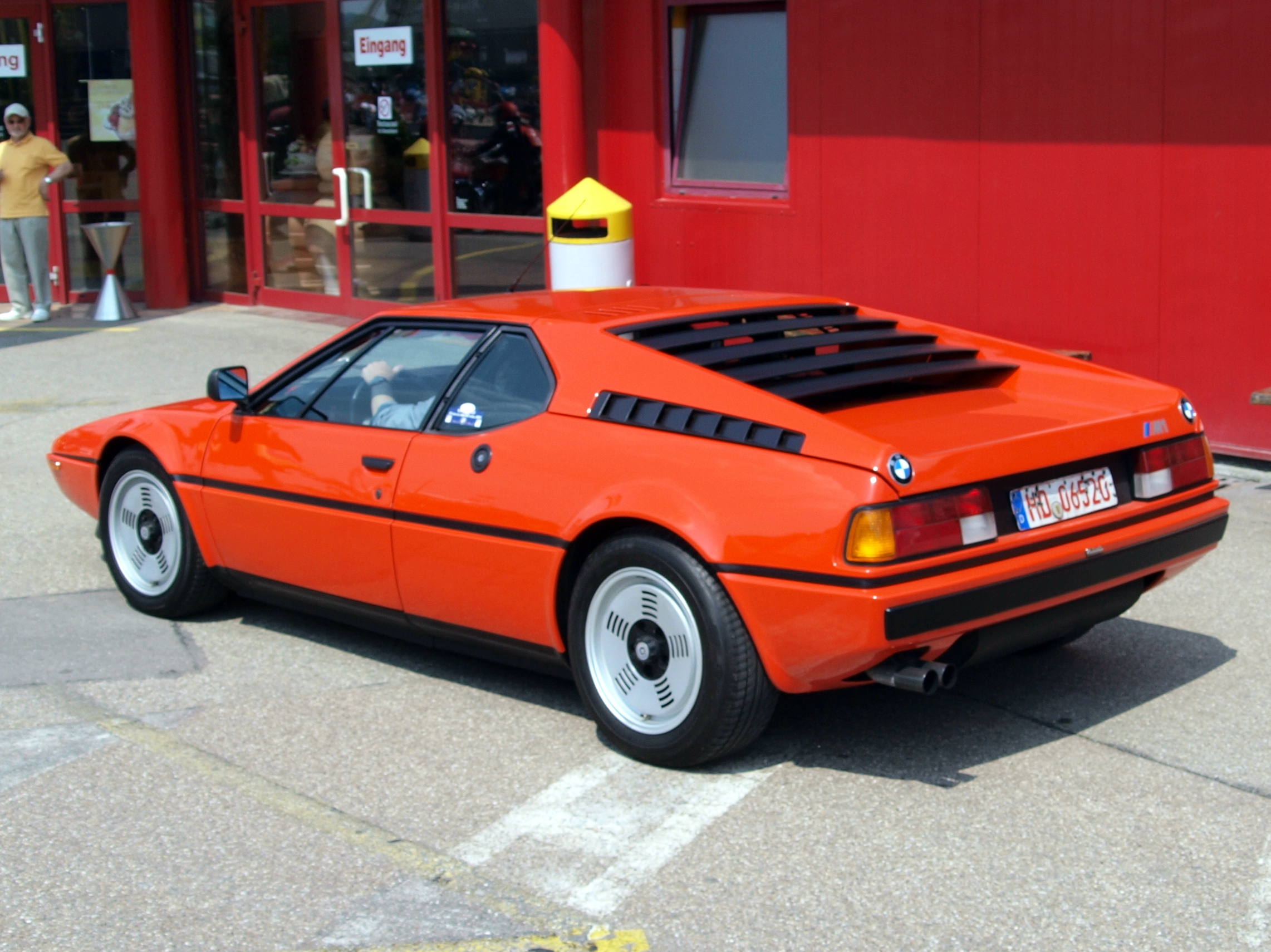
BMW M1

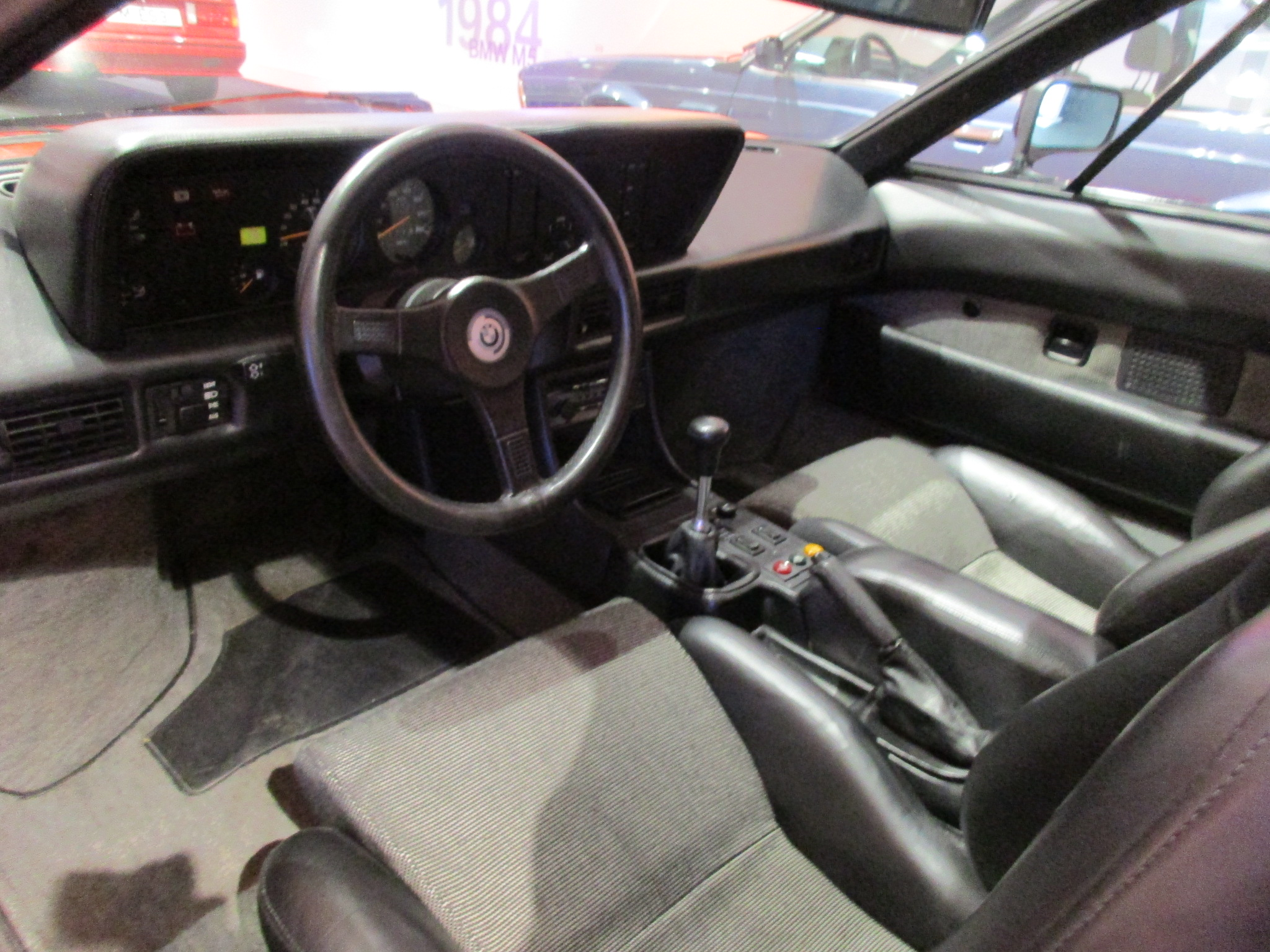

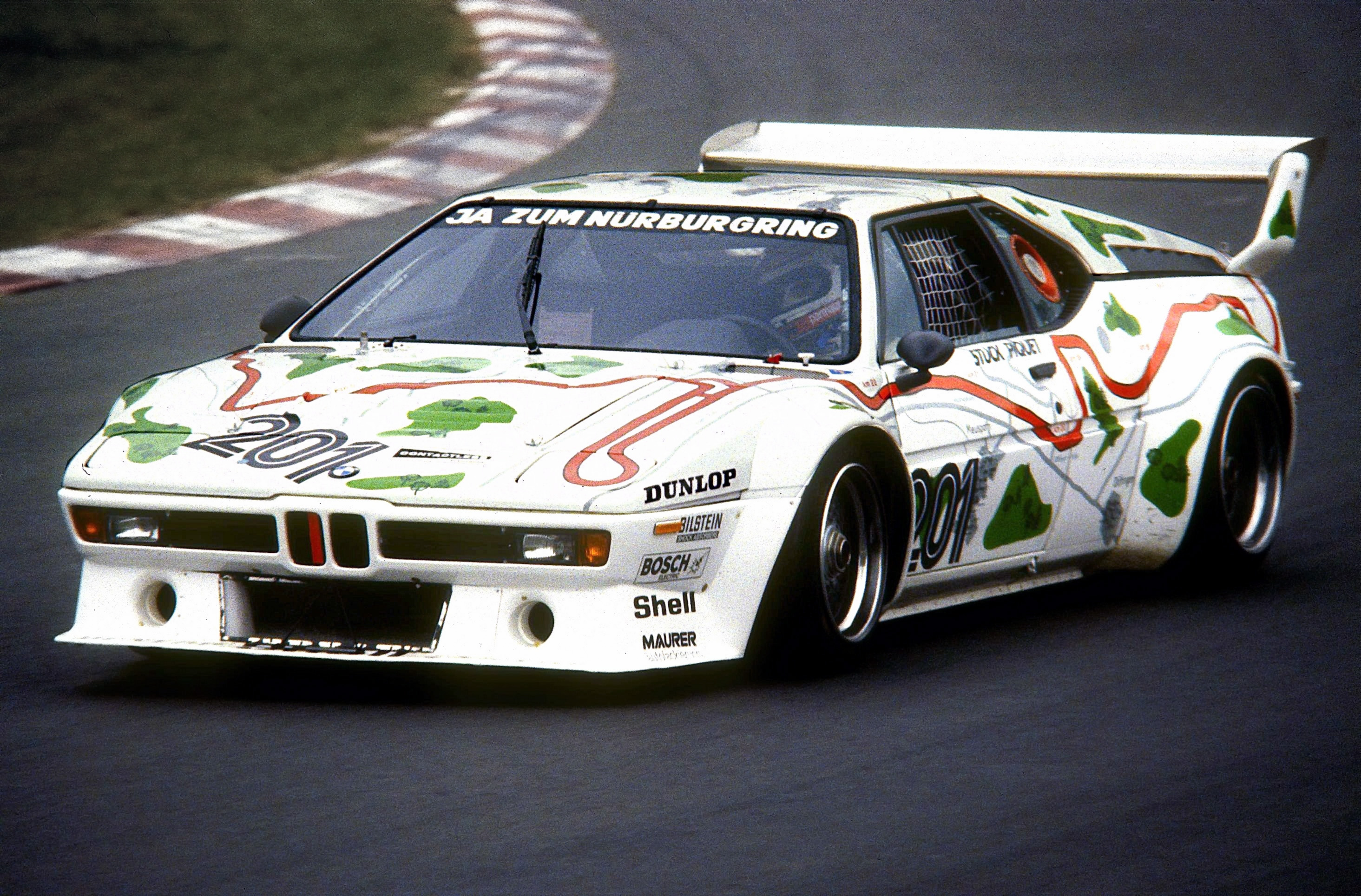
Нельсон Піке за кермом BMW M1 Procar на Нюрбургрингу

В кінці 70-х років, італійський виробник Lamborghini уклав угоду з BMW про будівництво гоночної машини. Автомобіль створювався для участі в гонках 4-ї і 5-ї груп. 
За регламентом у 4-й групі дозволялося участь тільки тих автомобілів, які вироблялися в кількості не менше 400 штук протягом 24 місяців поспіль, були оснащені як мінімум двома сидіннями і мали б зовнішню схожість з серійною моделлю. Таким чином була випущена дорожня версія машини.
Зрозуміло, виробничих потужностей молодої фірми BMW Motorsport GmbH було недостатньо, щоб самостійно спроектувати і побудувати такий автомобіль. Досі команда фахівців займалася лише виготовленням гоночних прототипів з серійних автомобілів, адаптацією ходової частини і збільшенням потужності двигунів.

## Двигун
- 3.5 л M88/1 I6 277 к.с. при 6500 об/хв 330 Нм при 5000 об/хв
- 3.5 л M88/1 I6 470 к.с. (гоночний)
- 3.5 л M88/2 Turbo I6 850 к.с. (гоночний)

## Динамічні характеристики
- 0-100 км/год — 6,0 с
- 0-160 км/год — 13,1 с
- 0-200 км/год — 21,8 с
- 400 м — 14,1 с
- 1 км — 25,4 с
- Максимальна швидкість — 265 км/год[1].